# Angel Boris
Pour les articles homonymes, voir Boris.
Angel Boris, de son vrai nom Angel Lynn Crownshaw, née le 2 août 1974 à Fort Lauderdale (Floride), est un mannequin de charme et une actrice américaine.

## Biographie

### Carrière
Dès son plus jeune âge, Angel Boris souhaite s'imposer dans le monde du spectacle. Entre huit et seize ans, elle écume les concours où sa beauté et ses talents de chanteuse et de danseuse sont souvent primés. Elle apparaît aussi dans des publicités sur la télévision locale. Adolescente, elle se donne les moyens d'accomplir ses rêves en étudiant les arts du spectacle au Lycée. Elle monte sur les planches pour jouer dans Picnic et dans My Fair Lady.
En 1995, elle est choisie par Playboy parmi les modèles d'Hawaiian Tropic pour figurer dans un numéro spécial. En 1996, elle est consacrée playmate du mois de juillet et a ainsi les honneurs de la page centrale avec une série de photographies de Richard Fegley. Par la suite, elle pose régulièrement pour les vidéos et les magazines du groupe au lapin.
Fin 1997, sa carrière est lancée et elle quitte sa Floride natale pour s'installer à Los Angeles. Elle décroche rapidement une participation à la série Beverly Hills. Jusqu'en 2004, elle enchaine les rôles, souvent dans un registre « sexys », à la télévision comme au cinéma. Elle interprète quelques premiers rôles dans des téléfilms (Alien Evolution 2, Dragon Storm) ou dans des films de série B (Suicide Blonde, Peak Experience). Sur le petit écran, elle participe entre autres à l'émission spéciale Playmates de Fear Factor (en) diffusé sur NBC face à la finale du Super Bowl terminant à la deuxième place derrière Lauren Michelle Hill. Elle tourne aussi dans des vidéo-clips musicaux.
Angel, la bien nommée collectionne les objets relatifs aux anges. En décembre 2004, elle épouse Marco Reed avec qui elle à deux enfants. Après quelques années d'éclipse, elle revient en 2007, créditée sous le nom d'Angel Reed, puis disparaît à nouveau des écrans.

## Filmographie

### Cinéma
- 1996 : Always Something Better de Stephen Kinsela : Kathy
- 1996 : Exit de Ric Roman Waugh et Alan Smithee : La danseuse (film sorti directement en vidéo)
- 1999 : Interceptors de Philip J. Roth : Jena
- 1999 : Suicide Blonde de Eduardo Carillo : La blonde
- 1999 : Warlock III: La Rédemption  d'Eric Freiser : Lisa (film sorti directement en vidéo)
- 2001 : March de James P. Mercurio : Karen
- 2002 : King's Highway de Cott Malchus : Sonja
- 2003 : Peak Experience de Anthony Adams : Kat Walker
- 2003 : Hellborn de Philip J. Jones : Une infirmière
- 2004 : Boa vs. Python de David Flores : Eve (film sorti directement en vidéo)
- 2004 : The Deviants de Reid Waterer : Cécilia
- 2007 : The Still Life de Joel Miller : Cindy

### Télévision
- 1997 : First Mob Wives Club (Le chéri de ces dames), épisode de la série télévisée  Viper : Gina Corrente
- 1997 : Friends in Deed épisode de la série télévisée Beverly Hills : Emma Bennett
- 1997 : Comic Relief, épisode de la série télévisée Beverly Hills : Emma Bennett
- 1997 : Santa Knows, épisode de la série télévisée Beverly Hills : Emma Bennett
- 1998 : Ready or Not, épisode de la série télévisée Beverly Hills : Emma Bennett
- 1998 : Illegal Tender, épisode de la série télévisée  Beverly Hills : Emma Bennett
- 2001 : Hôpital central, série télévisée : Angel Ellis
- 2002 : Business Affairs, épisode de la série télévisée Un gars du Queens : Suzannah
- 2003 : Donny, We Hardly Knew Ye, épisode de la série télévisée Las Vegas : Megan
- 2003 : Pay You Back with Interest, épisode de la série télévisée  Parents à tout prix : Tamara
- 2003 : Alien Evolution 2, téléfilm de Ian Watson : Sondra
- 2003 : Dragon Storm, téléfilm de Stephen Furst : Medina
- 2007 : Backyards & Bullets, téléfilm de Charles McDougall : Faith

### Vidéos
- 1995 : Playboy: The Girls of Hawaiian Tropic, Naked in Paradise
- 1996 : Playboy Wet & Wild VIII: Bottoms Up
- 1996 : Playboy: Women of South Beach - Resorts
- 1997 : Playboy Video Playmate Calendar 1998
- 1998 : Playboy: Naturals
- 2001 : Playboy: Playmates on the Catwalk
- 2002 : Playboy: Prime Time Playmates
- 2002 : Playboy: Wet & Wild Live!
- 2007 : Living the Still Life, court métrage documentaire d'Erik Boccio : elle-même

## Photographie

### Apparitions dans Playboy
- Playboy (États-Unis), Vol. 43, n° 7, Juillet 1996, Playmate Of The Month : Heavenly Angel par Richard Fegley

| - Playboy (États-Unis), Vol. 42, n° 4, Avril 1995, Girls Of Hawaiian Tropic - Playboy's Girls Of Summer, Juillet 1995 - Playboy's Book of Lingerie, Juillet-Août 1995 - Playboy's Book of Lingerie, Juillet-Août 1996 - Playboy (États-Unis), Vol. 44, n° 1, janvier 1997 Playmate Review - Playboy's Nude Playmates , Juin 1997 - Playboy's Book of Lingerie, Juillet-Août 1997 - Playboy's Facts and Figures, Octobre 1997 - Playboy's X-Girls, Novembre 1997 - Playboy's Nude, Décembre 1997 - Playboy's Playmates in Bed, Décembre 1997 - Playboy's Voluptuous Vixens , Janvier 1998 - Playboy's Book of Lingerie, Janvier-Février 1998, par Mizuno - Playboy's Nude Playmates , Avril 1998 - Playboy's Girls Of Summer, Juin 1998, par Chris Peter Paul - Playboy's Girlfriends, Juillet 1998 | - Playboy's Book of Lingerie, Juillet-Août 1998, par Mizuno - Playboy's Passions & Fantasies, 1998 - Playboy's Natural Beauties , Septembre 1998 - Playboy's Playmate Tests, Octobre 1998 - Playboy's Book of Lingerie, Janvier-Février 1999, par Mizuno - Playboy's Celebrating Centerfolds Vol. 3, Septembre 1999 - Playboy's Sexy Ladies50 Hottest Nudes, 1999 - Playboy (États-Unis), Vol. 47, n° 1, Janvier 2000, Mini-Hef par Arny Freytag - Playboy's Passions and Fantasies, 2000 - Playboy's Book of Lingerie, Septembre-Octobre 2000 - Playboy's Nude Playmates , Avril 2001 - Playboy's Blondes, Brunettes and Redheads, Avril 2002, par Chris Peter Paul - Playboy (États-Unis), Vol. 49, n° 6, Juin 2002, Playmates in Prime Time - Playboy's Sexy 100, 2003 - Playboy's Pocket Playmates Vol 1 n°6 |

Dans l'édition française de Playboy, on retrouve Angel Boris dans les numéros 51 ; 67 et dans les hors-séries numéros 8 ; 9 ; 11 ; 13.